# حيا أو ميتا 2: طيور
حيا أو ميتا 2: طيور (DEAD OR ALIVE 2 逃亡者) فيلم ياباني أنتج عام 2000 من إخراج تاكاشي مايكي.
الفيلم ليس مرتبطا بفيلم Dead or Alive (1999) أو فيلم Dead or Alive: Final (2002) سوى أن بكل الأفلام الثلاثة يشارك فيها الممثلين شو إيكاوا وريكي تاكيوتشي، وجميعها من إخراج تاكاشي مايكي.

## القصة
يتقابل قاتلين مأجورين صدفة في مهمة واحدة ويدركان أنهما صديقي طفولة. يأخذان معاً استراحة من القتل ويزوران الجزيرة الصغيرة التي كانت تعتبر ديار لهما. بعد أن يتذكرا ماضيهما يقرران أن يتعاونا ويستخدما موهبتهما في القتل للخير...محدثان اضطراب في عصابات الجرائم التي كانا يعملان بها.

## الممثلون
- شو إيكاوا بدور ميزوكي أوكاموتو
- ريكي تاكيوتشي بدور شيوتشي سوادا
- نوريكو اوتا بدور زوجة كوهي
- اديسون تشين بدرو بو
- كينيتشي ايندو بدور كوهي
- هيروكو اساياما
- ماساتو بدور هوو
- يوتشي ميناتو بدور رئيس دار الأيتام
- رين اسوجي
- مانزو شينرا
- توموروو تاغوتشي بدور صاحب التلسكوب
- تياه بدور وو
- تورو تيزوكا
- شينيا تسوكاموتو بدور الساحر هيغاشينو
- يوشيوكي ياماغوتشي

## روابط خارجية
- حيا أو ميتا 2: طيور على موقع IMDb (الإنجليزية)
- حيا أو ميتا 2: طيور على موقع نتفليكس (الإنجليزية)
- حيا أو ميتا 2: طيور على موقع ألو سيني (الفرنسية)
- حيا أو ميتا 2: طيور على موقع Turner Classic Movies (الإنجليزية)
- حيا أو ميتا 2: طيور على موقع أول موفي (الإنجليزية)
- حيا أو ميتا 2: طيور على موقع فيلمافينيتي (الإسبانية)
- حيا أو ميتا 2: طيور على موقع قاعدة بيانات الأفلام السويدية (السويدية)
- حيا أو ميتا 2: طيور على موقع قاعدة بيانات الفيلم (الإنجليزية)
- حيا أو ميتا 2: طيور على موقع ليتربوكسد (الإنجليزية)
- حيا أو ميتا 2: طيور على موقع كينوبويسك (الروسية)